# Alfonso Lorenzo
Alfonso Lorenzo argentin labdarúgó-középpályás.